# Greatest Hits (album The Police)
Greatest Hits – album grupy The Police wydany w 1992 zawierający największe przeboje grupy.

## Lista utworów
1. „Roxanne”
2. „Can't Stand Losing You”
3. „So Lonely”
4. „Message in a Bottle”
5. „Walking on the Moon”
6. „Bed's Too Big Without You”
7. „Don't Stand So Close to Me”
8. „De Do Do Do, De Da Da Da”
9. „Every Little Thing She Does Is Magic”
10. „Invisible Sun”
11. „Spirits in the Material World”
12. „Synchronicity II”
13. „Every Breath You Take”
14. „King of Pain”
15. „Wrapped Around Your Finger”
16. „Tea in the Sahara”